# Victor Olivier de Puymanel
Victor Joseph Cyriaque Alexis Olivier de Puymanel (vietnamesischer Name Nguyễn Văn Tín, * April 1768 in Carpentras; † 23. März 1799 in Malakka) war ein französischer Militäringenieur, Marinesoldat und Abenteurer in Asien. Als Söldner gelangte er nach Vietnam, wo er als Truppenkommandeur, Festungsbaumeister und Armeereformer für Fürst Nguyễn Phúc Ánh (den späteren Kaiser Gia Long) tätig wurde.

## Leben
Victor Olivier de Puymanel begann seine Militärlaufbahn vermutlich beim französischen Geniekorps, schloss sich dann aber der Marine an. Er diente als Freiwilliger zweiten Ranges auf dem Kriegsschiff Dryade, das ab Ende 1787 den Missionar Pigneau de Behaine von Frankreich nach Vietnam zurückbrachte. In Vietnam herrschte zu dieser Zeit Krieg zwischen den Tây-Sơn-Rebellen und Nguyễn Phúc Ánh, dem letzten Überlebenden der Nguyễn-Fürstendynastie. Pigneau de Behaine war zu einem engen Vertrauten des Nguyễn-Fürsten aufgestiegen und hatte gemeinsam mit dessen Sohn Prinz Cảnh eine Reise nach Versailles unternommen, um den französischen König um Unterstützung zu ersuchen. Bei Ankunft in Pondicherry in Französisch-Indien, wo man auf der Rückreise einen Zwischenstopp einlegte, stellte sich heraus, dass der französische Staat die zuvor zugesagte Hilfe nun doch nicht leisten wollte. Pigneau de Behaine begann daraufhin, mit eigenen Finanzmitteln französische Veteranen als Söldner anzuwerben.
Die Dryade segelte währenddessen bereits weiter nach Poulo-Condore, eine Inselgruppe vor der südlichen Küste Vietnams, die den Nguyễn-Loyalisten als Stützpunkt diente. Als hier das Schiff im Spätjahr 1788 vor Anker lag, desertierte Olivier de Puymanel.
Wenig später schloss er sich Pigneau de Behaines Veteranentruppe an, die inzwischen aus Indien eingetroffen war, und trat – als Colonel Victor Olivier – in die Dienste des Nguyễn-Fürsten. Er nahm auch einen vietnamesischen Namen an und wurde von den Einheimischen daher Ông Tín („Herr Tín“) genannt.

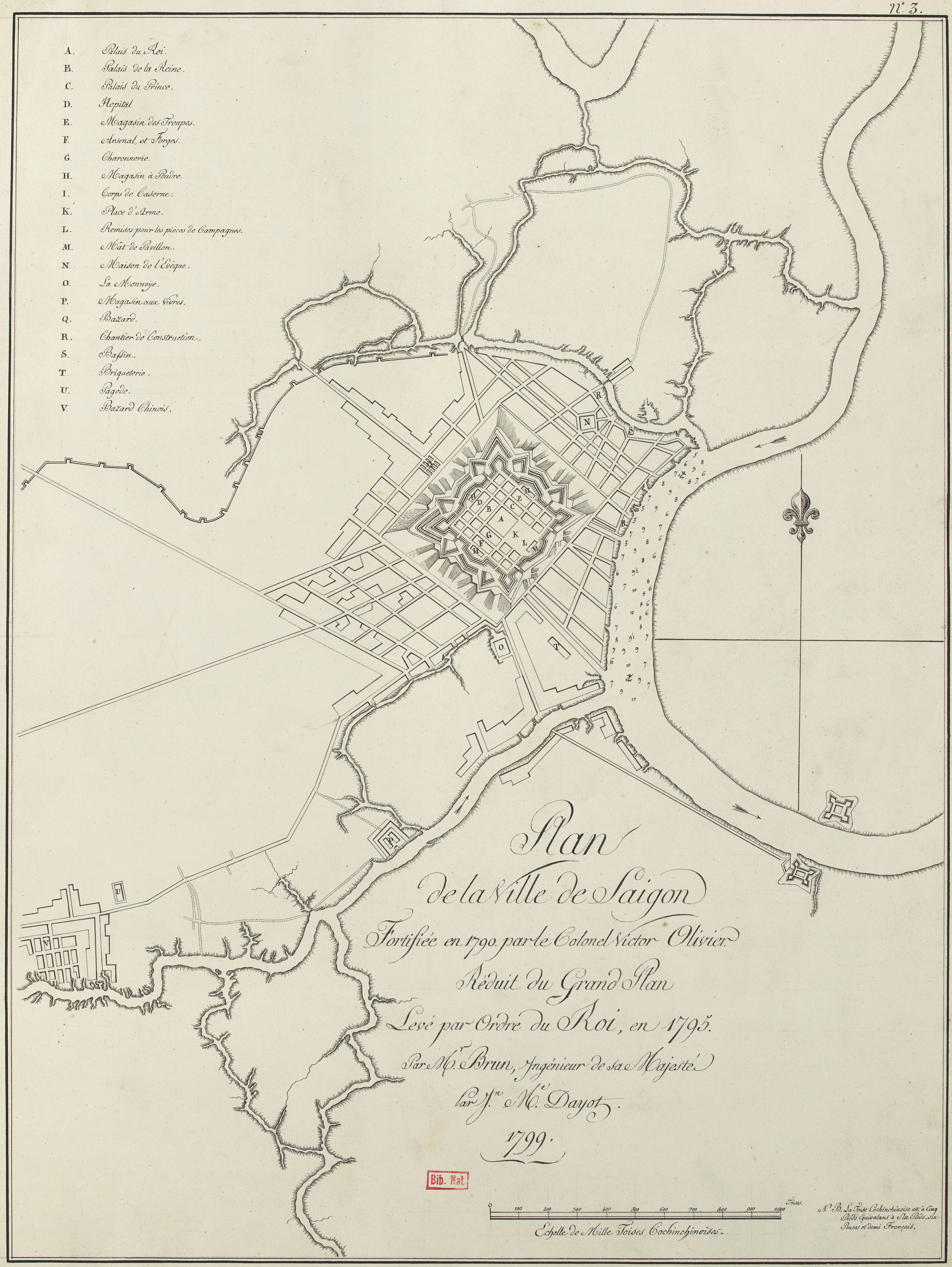
Plan der Stadt und Zitadelle Gia Định (Saigon): „Plan de la ville de Saigon. Fortifiée en 1790 par le Colonel Victor Olivier.“

Trotz seines Marine-Hintergrundes unterstützte Olivier de Puymanel die Landtruppen, was vermutlich auch daran lag, dass andere Franzosen vor Ort wie Jean-Marie Dayot deutlich mehr seefahrerische Erfahrung besaßen. Er erwies sich jedoch schnell als vielseitig talentierter Offizier. Da er auch ingenieurstechnische Kenntnisse hatte, leitete er bereits 1790 als eine seiner ersten Aufgaben den Bau einer Festung in Gia Định (Saigon). Die moderne Zitadelle im Vauban-Stil basierte auf Plänen seines Söldnerkameraden Théodore Lebrun und wurde innerhalb des laufenden Jahres fertiggestellt. Gia Định, das in den Jahren zuvor heftig umkämpft gewesen war, wurde damit für die Tây-Sơn-Truppen faktisch uneinnehmbar.
Während Lebrun mit der Situation vor Ort unzufrieden war und bald abreiste, blieb Puymanel im Land und übernahm die Ausbildung der Nguyễn-Armee. Er brachte den Vietnamesen europäische Infanterietaktiken bei und schulte sie auch im Einsatz moderner Artillerie. 1792 führte er einen von ihm ausgebildeten sechshundert Mann starken Kampfverband ins Gefecht. Zur Beschaffung der nötigen Waffen und Ausrüstung reiste er häufig zu den großen Handelszentren Südostasiens. Später übernahm sein Freund Laurent Barisy, der ebenfalls in Nguyễn-Dienste trat, diese Aufgabe, und kaufte Nachschub in Manila, Malakka und Batavia ein.

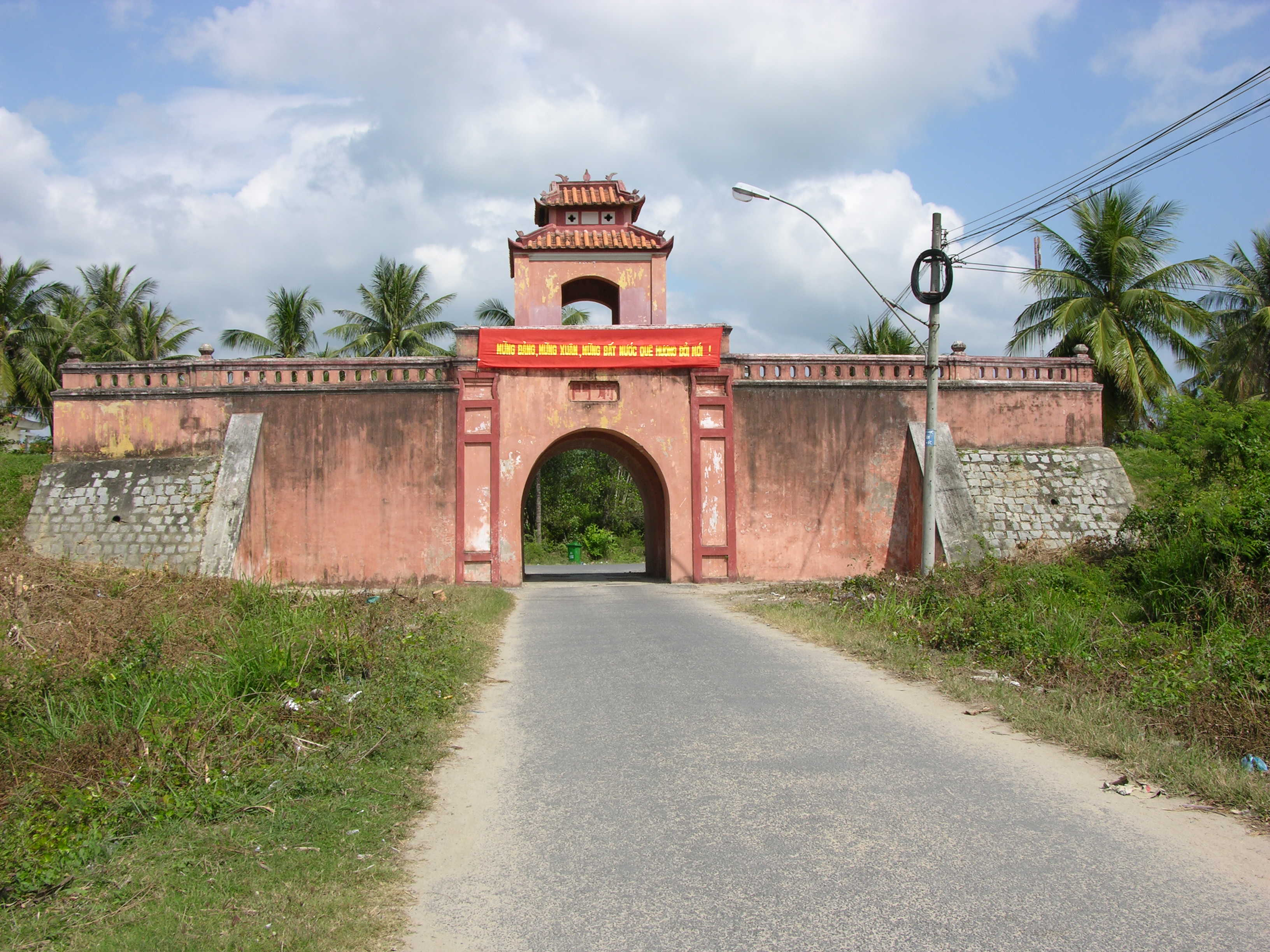
Haupttor der Zitadelle Diên Khánh

1793 stießen die Nguyễn-Truppen bereits weit ins Tây-Sơn-Kernland vor. Bei Diên Khánh, einer strategisch wichtigen Position wenige Kilometer östlich der Hafenstadt Nha Trang, ließ Olivier de Puymanel in kürzester Zeit eine zweite Festung erbauen. Als 1794 die Tây-Sơn-Gegenoffensive anlief, war der Bau bereits abgeschlossen. Die Tây Sơn belagerten die Festung, Puymanel zählte (wie auch Pigneau de Behaine und Prinz Cảnh) zu den eingeschlossenen Verteidigern. Die Belagerung dauerte bis 1795 an und endete nur, weil sich die Tây-Sơn-Armee aufgrund interner Machtkämpfe zurückzog. Mit dem Abbruch der Belagerung fiel die Region samt Nha Trang endgültig an die Nguyễn.
In der folgenden Zeit setzte Puymanel die Ausbildung der vietnamesischen Truppen fort. Insgesamt trainierte er wohl große Teile des 50.000 Mann starken Nguyễn-Heeres. Der Brite John Crawfurd bewunderte noch 25 Jahre später bei seinem Besuch in Vietnam die nach europäischer Art gedrillte und modern ausgerüstete vietnamesische Armee.
Neben seinen Ausbildungs- und Konstruktionsaufgaben begleitete Puymanel in diesen Jahren auch Jean-Marie Dayot, der zum faktischen Befehlshaber der Nguyễn-Marine aufgestiegen war, bei hydrografischen Vermessungs- und Kartografierungsmissionen entlang der Küste.
Das persönliche Verhältnis zwischen Puymanel und Pigneau de Behaine blieb hingegen trotz der gemeinsam überstandenen Gefahren sehr schlecht. Puymanel verbrachte seine freie Zeit hauptsächlich mit Alkohol und Prostituierten, was vom Priester entschieden verurteilt wurde. Sein skandalträchtiger Lebenswandel schadete nicht nur seinem Ansehen, sondern belastete auch zunehmend seinen Gesundheitszustand. Er reiste Anfang 1799 nach Malakka und starb hier wenig später mit gerade einmal Anfang dreißig.
Zu Ehren von Victor Olivier de Puymanel wurde später während der Kolonialzeit eine Straße in Saigon nach ihm benannt (Rue Victor Olivier, häufig auch Ollivier geschrieben). Im Jahr 2004 erschien der historische Roman La vie aventureuse de Victor Olivier de Puymanel alias Ông Tin: Natif de Carpentras, colonel de la garde du roi de Cochinchine au XVIIIe siècle von Maurice Demariaux.